# Coup de pouce
Coup de pouce est un magazine mensuel québécois fondé en 1984.

## Description
Coup de pouce est le mensuel féminin le plus lu et le plus vendu au Québec avec un tirage mensuel de 205 000. Destiné à faciliter la vie des Québécoises et de leur famille, Coup de pouce s'adresse surtout à un public féminin et a une orientation pratique : mode, relations sociales, famille, santé, recettes. Le magazine est publié 12 fois par an par Médias Transcontinental S.E.N.C. et se divise en cinq sections pratiques soit Mieux-Vivre, Santé-Vitalité, Mode-Beauté, Maison-Pratique et Cuisine. Coup de Pouce est le magazine de Médias Transcontinental qui possède le tirage annuel le plus élevé de 2 454 864, ce qui équivaut à près de 34 % du tirage total de tous les magazines produits par Médias Transcontinental.
Le coût d'un exemplaire du magazine Coup de pouce en date du mois d'août 2013 est de $4.50CAN.